# Impeachment de Carlos Luz
O processo de impeachment de Carlos Luz consistiu em uma questão processual aberta com vistas ao impedimento da continuidade do mandato de Carlos Luz como Presidente da República do Brasil em 1955. Assumiu a Presidência da República por ser presidente da Câmara dos Deputados, em função do afastamento, por motivos de saúde, do presidente Café Filho (vice-presidente de Getúlio Vargas, que cometera suicídio no ano anterior).

## Contexto político
Após a morte de Getúlio Vargas e a eleição presidencial de 1955 e em meio ao Movimento de 11 de Novembro, ambas as câmaras legislativas brasileiras votaram o impedimento e o afastamento de Carlos Luz da presidência interina da República, assumiu o presidente da Câmara. Com o apoio do PSD, foi declarado o impeachment de Carlos Luz no Congresso Nacional, sob acusação de conspiração para não entregar o poder ao presidente eleito, Juscelino Kubitschek. Carlos Luz estava a bordo do Cruzador Tamandaré para evitar qualquer represália em terra e seguir para Santos, onde seria feita a resistência. O navio foi alvo de disparos pela artilharia do exército, mais especificamente pela Fortaleza de Santa Cruz da Barra e pelo Forte de São João, porém não revidou, devido a solicitação de Carlos Luz. Na ocasião, o Cruzador Tamandaré era o navio mais bem equipado da Marinha do Brasil e caso revidasse teria provocado grande número de baixas.

## Processo
Carlos Luz, foi impedido em votações de 185 votos a favor e 72 contrários entre os deputados federais e 43 contra 8 entre os senadores, em 11 de novembro. Então, Café Filho tentou reassumir a presidência, porém também foi impedido, em votações de 179 votos a 94, entre deputados, e de 35 votos contra 16, entre senadores, em 21 de novembro. Carlos Coimbra da Luz, mineiro de Três Corações, advogado, professor, jornalista e político foi presidente da República de 8 a 11 de novembro de 1955, tendo, deste modo, tornando-se o presidente do Brasil que ocupou a cadeira presidencial por menos tempo: apenas três dias. A presidência foi, assim, entregue ao 1º Vice-presidente do Senado Federal no dia 24 de novembro. Nereu Ramos obtém a aprovação do Congresso para decretar estado de sítio, que vigeu até a posse dos candidatos eleitos em 3 de outubro. Em 7 de janeiro de 1956 o Tribunal Superior Eleitoral proclamou os resultados oficiais do pleito eleitoral, e a 31 de janeiro realizou-se a cerimônia de posse de Juscelino Kubitschek e de João Goulart.